# 焼肉 (広東料理)
焼肉（シューヨック/しょうにく、簡体字: 烧肉; 繁体字: 燒肉; 拼音: shāoròu; 粤拼: siu1 juk6）は、広東料理の焼味の一種である。パリッとした皮とジューシーで柔らかい肉を持って、豚全体を塩や酢などの調味料で炭火炉で高温焙煎して作られている。 通常、皮付き肉は無地で提供するが、醤油と海鮮醤油と一緒に提供することもある。